# Sphyracephala beccarii
Sphyracephala beccarii är en tvåvingeart som först beskrevs av Camillo Rondani 1873.  Sphyracephala beccarii ingår i släktet Sphyracephala och familjen Diopsidae. Inga underarter finns listade i Catalogue of Life.